# Blera johnsoni
Blera johnsoni är en tvåvingeart som först beskrevs av Daniel William Coquillett 1894.  Blera johnsoni ingår i släktet stubblomflugor, och familjen blomflugor. Inga underarter finns listade i Catalogue of Life.